# フォノティピア
フォノティピア（英：Fonotipia Records、伊：Società Italiana di Fonotipia）は、イタリアのレコード会社。

## 解説
ドイツのオデオンレコードの系列会社で、蓄音機やレコードを発売していたカール・リンドストレーム社（パーロフォン・レーベルを所有。パーロフォンレーベルの蓄音機やパーロフォンレーベルでのレコードにはLの文字をデザインしたトレードマークが付けられ、レコードの母形もレーベルに無関係に共用していた）に吸収され、同社のイタリアでのブランドになった。このためオデオンレコードのラベルが貼付されているレコード盤にFONOTIPIAと刻印されていた。また､フォノティピアのラベルが貼付されているレコード盤の刻印が､ODEONとなっている事も多くあった。
のちには、吸収したカール・リンドストレーム社のパーロフォンレーベルでのレコードの再発売や復刻もされている。
機械式録音の時には他社では余り見掛けない、約11インチのサイズのレコード盤が数多くあったのも、特徴の一つと云える｡
このレーベルの著名なアーティストには、ドイツのソプラノロッテ・レーマン、ヴァイオリニストのフランツ・フォン・ヴェッチェイ、ヤン・クベリーク等がいる。リリー・レーマンは、オデオンレコードにのみ録音しており、他社、他レーベルでの録音をしていないが、系列のフォノティピアレーベルでの発売と、吸収したカール・リンドストレーム社のブランドのパーロフォンレーベル（オデオンパーロフォンのダブルブランド名で）での発売があった。

## References
1. ↑  Camera di Commercio di Milano, 12 ottobre 1904
2. ↑  Symposum CD 1261, Fonotipia, a Centenary Celebration 1904–2004.

## Sources
- J.R. Bennett, Dischi Fonotipia - A Golden Treasury (Record Collector Shop, Ipswich 1953).
- M. Lopez, Società Italiana di Fonotipia. Il fondo discografico storico dell'Istituto Centrale per i Beni Sonori ed Audiovisivi, in 'Accademie e Biblioteche d'Italia', anno X, 1-4/2015, pp. 175-206.